# 梧棲真武宮
24°15′24″N 120°31′45″E / 24.256776°N 120.529070°E
梧棲真武宮，是位於臺灣臺中市梧棲區中和里的玄天上帝廟，建築列為直轄市定古蹟，並保有泉州府晉江縣的輪祀習俗。

## 建築文物

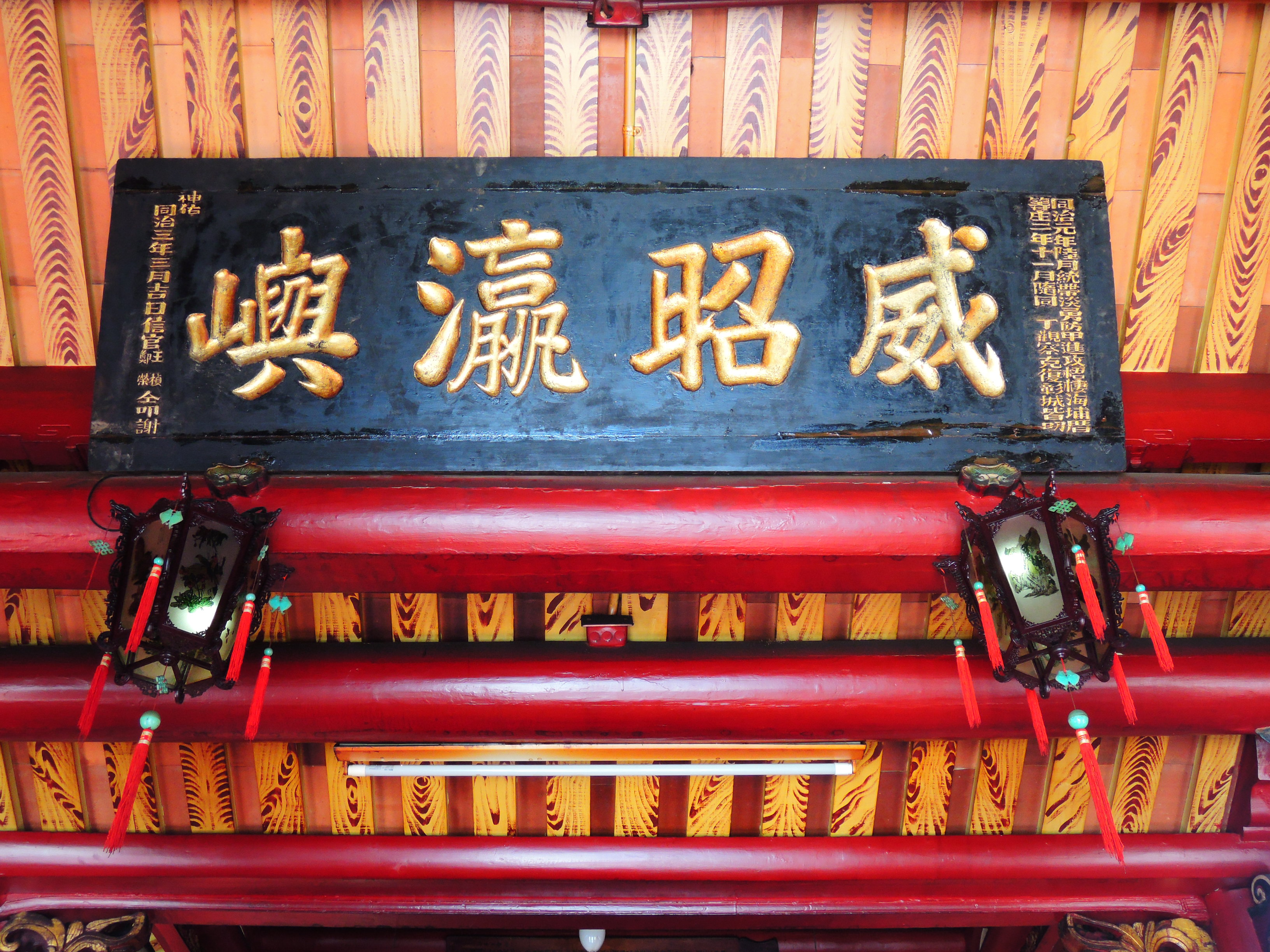
威昭瀛嶼匾，平定戴潮春事件後彰化縣官員所贈。

依梧棲真武宮的樑籤，此廟是1849年己西年由集順號正董事蔡大聘、蔡虎班、副董事蔡金鈔、蔡金輟等人建立。
此廟地所在地古稱「車埕」，乃昔日梧棲港貨物集散、牛車停靠之處，後來自蓮塘村的蔡姓移民為感念玄天上帝，將香火自真武宮祖廟分靈，供蓮塘蔡氏宗親及附近居民膜拜。今日與梧棲朝元宮皆屬於中和里。
廟宇樣式參照祖廟，方位坐北朝南，外觀為兩進左右護龍的合院式。鄉土藝術文教工作會李奕興指出，該廟二落三間格局和大木架結構頗有泉州匠派風格，現已不多見。建築比一般廟宇的低矮，乃與當地強勁東北季風有關。
三川殿、拜殿、正殿皆備，卻因建築基地較為狹小，拜殿延伸而與三川殿相接。從原本西廂房遺跡與地方耆老保留文物探討，過去應有設立子弟戲的戲曲館。格局採用泉州南安、晉江一帶的「工」字，將天井設於兩側，與多數臺灣廟宇將天井留在中央的風格大為不同。廟宇基地多處鋪以壓艙石，亦為早期梧棲港與泉州府惠安縣獺窟等地貿易往來的見證。山門的鋪面石條、左右兩側的石壁裙堵、正殿的石柱珠等皆為清治時期作品。
廟內有彰化縣知縣王楨及守備鄭榮在戴潮春事件平定後贈送的匾額，上寫「威昭瀛嶼」、「同治元年陸月統帶淡勇防甲進攻梧棲海埔厝等庄二年十一月隨同丁觀察克復彰城皆叨」，下款刻有「神佑同治三年三月吉日信官王楨、鄭榮叩謝」，因當時梧棲有其戰略地位及對外貿易之利，為平定該事件的重要據點。寫有「慈世文琴」的匾額則是日治時期所贈，信徒感謝消除鴉片癮而酬謝。
除有玄天上帝神像外，在2015年報導時還有武安王、大使公這兩尊護法，及供奉七府王爺、觀音佛祖、註生娘娘、馬少爺公及一艘王船、虎爺。祭祀日有農曆三月初三、十月初三的玄天上帝聖誕、五月十三關聖帝君聖誕、二月二十五日七府千歲聖誕等。其玄天上帝神像以泥塑製成，且戴有官帽，佛光大學人文社會學院歷史系學者卓克華認為與明朝時列為官祀有關，現存廟宇很少會凸顯玄天上帝戰神與海神的性格。該馬少爺公，據老一輩人的說法，其相貌是根據由一位路過的牧童，並交代說馬少爺最愛吃花生糖和米粉芋頭湯，不久牧童就病逝，後來附近的居民都會用此些甜品來供奉祂。右廂房供奉普渡公，為來自晉江縣蔡氏家族的守護神。

## 修繕維護

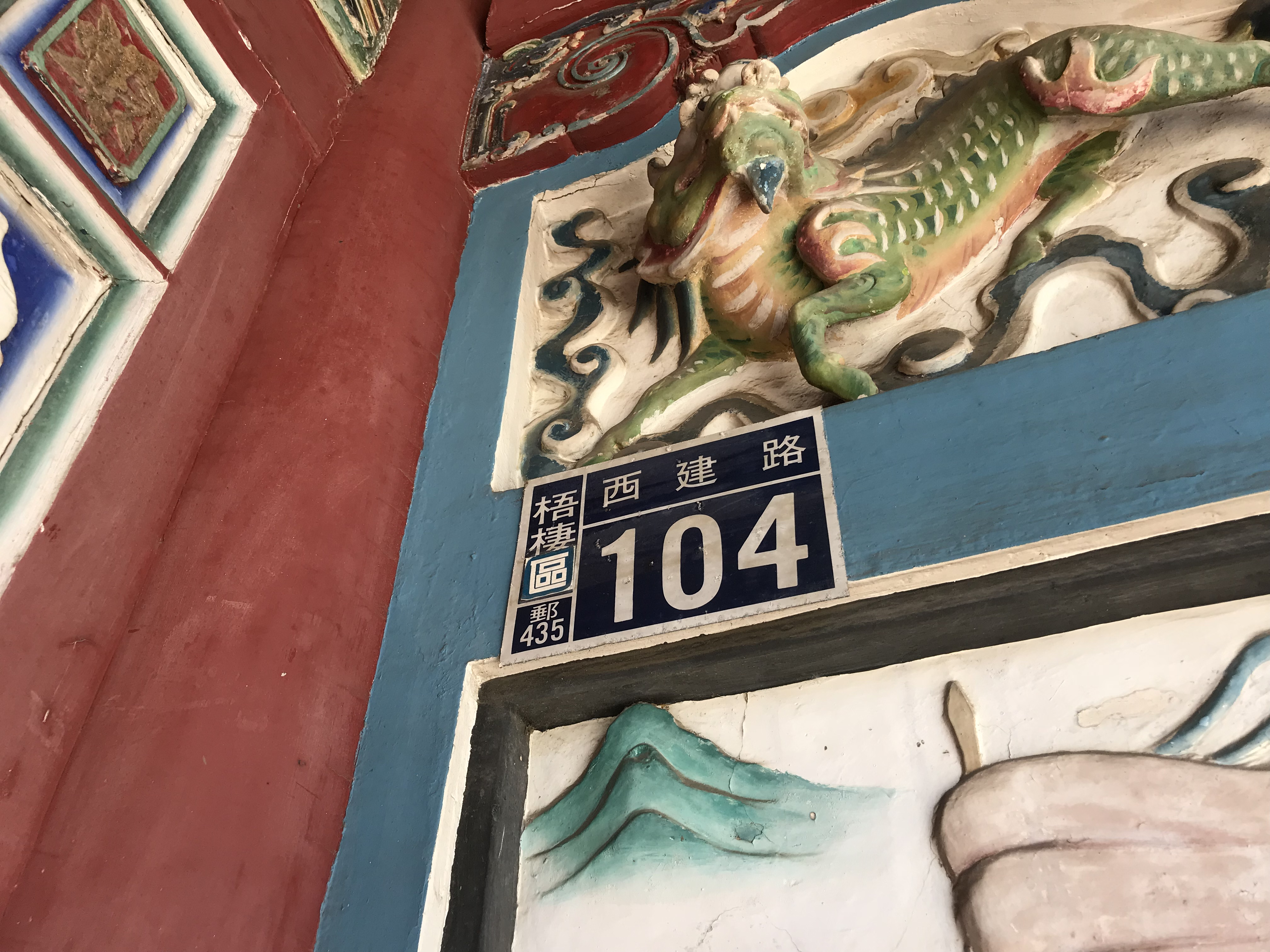
門牌為西建路104號。

1935年新竹－台中地震，廟宇建築慘遭損壞。後經1953年及1976年二次整修，始有今日之廟貌。
九二一大地震後，屋頂局部破損、漏水狀況更為嚴重。2001年11月27日，台中縣文化局會同中華民國文化資產維護學會常務理事劉寧顏、東海大學建築學系教授洪文雄等人會勘，與會人士認為具保存價值。2003年3月28日成為梧棲的第一座古蹟。
2004年10月5日，中國技術學院建築系教授顏亞寧委託量測儀器公司，以三度空間雷射掃描量測儀，以精密座標定位系統，紀錄建築物的梁、柱、屋頂等細部，製成透視圖。2007年6月2日，由時任總統的陳水扁主持整修動土典禮，次月31日正式動工，整修經費約1160萬元。工程範圍包括古蹟本體三川殿、拜亭、過水廊、正殿及周圍。2009年11月19日，舉行竣工典禮，縣長黃仲生主祭，立委顏清標、紀國棟、縣議員尤碧鈴、楊秋雲、陳詩哲及梧棲鎮長陳廷秀等擔任陪祭。

## 十八年普
地方文史工作者王立任指出，晉江縣南門外有稱為「十八年普」的習俗，將祭祀圈分為十八香，每香由一到四個村落組成，輪流在農曆七月十三日祭拜普渡公。梧棲真武宮副主任委員林光輝表示，此習俗源自蓮塘村蔡姓人士在當地真武宮祭祀普渡公，供病患參拜祈求藥籤，因農曆七月十三日普渡公忌日時信徒踴躍，遂當地二十一都分成十八年來輪祀。
晉江流傳「蓮塘頭東店尾」此話，指以蓮塘村為頭香。頭香舉行完後，將普度公神位、香爐、燈、杯等信物交第二香，於第二香境內奉祀一年後，再舉行普度法會，法會完成後則再將信物交給第三香，輪流進行歷經十八年後則再輪回頭香。此祭祀亦稱為「賣囝普」，因貧窮人家不得不將自己的子女賣予他人，以籌措普渡費用。
梧棲藝文協會理事長陳秋貴指出，蓮塘蔡氏來臺後，會在輪到的前一年聘請法師於五汊港海邊向原鄉遙請普度公神靈，然後在梧棲真武宮內搭設臨時性神龕安座。像是林光輝就歷經1952、1970、1988年在梧棲舉行的的十八普。兩岸開放後，梧棲的蔡姓族人於2005年7月到石獅市蓮塘村奉迎普渡公來臺灣，於同年8月16日在梧棲真武宮舉行安座大典。2006年8月4日，梧棲真武宮舉行十八年普時，普渡桌數就超過一千桌。
2012年，梧棲真武宮委員會出版《丙戌年梧棲蓮塘蔡十八年普紀念專輯》，記錄蓮塘蔡氏多次的普渡與原鄉踏查歷程，於該年12月3日舉辦發表會。

## 外部連結
- 梧棲真武宮的Facebook專頁
- 梧棲真武宮—文化部文化資產局 （页面存档备份，存于）
- 梧棲真武宮—臺中市文化資產處 （页面存档备份，存于）